# Allt går sönder
Allt går sönder (originaltitel: Things Fall Apart) är en roman från 1958 av den nigerianske författaren och poeten Chinua Achebe. Boken tillhör 1900-talets stora och mest kända romaner. I boken får läsaren bekanta sig med igbo-folket i Afrika samt deras seder och bruk för att sedan läsa om hur igbo-samhället faller sönder till följd av kolonialiseringen med de kristna missionärernas ankomst.